# Flavio Chigi (1711–1771)
Flavio Chigi, född 8 september 1711 i Rom, död 12 juli 1771 i Rom, var en italiensk kardinal. Han var prefekt för Ritkongregationen från 1759 till 1771.

## Biografi
Flavio Chigi var son till Augusto Chigi och Maria Eleonora Rospigliosi.
I november 1753 upphöjde påve Benedikt XIV Chigi till kardinaldiakon med Sant'Angelo in Pescheria som titeldiakonia. Kardinal Chigi deltog i konklaven 1758, vilken valde Clemens XIII till ny påve, och i konklaven 1769, som valde Clemens XIV. Han visade stor frikostighet gentemot de fattiga, särskilt föräldralösa barn.
Kardinal Chigi avled i Rom 1771 och är begravd i Cappella Chigi i basilikan Santa Maria del Popolo.

## Bilder

Kardinal Flavio Chigis titelkyrkor
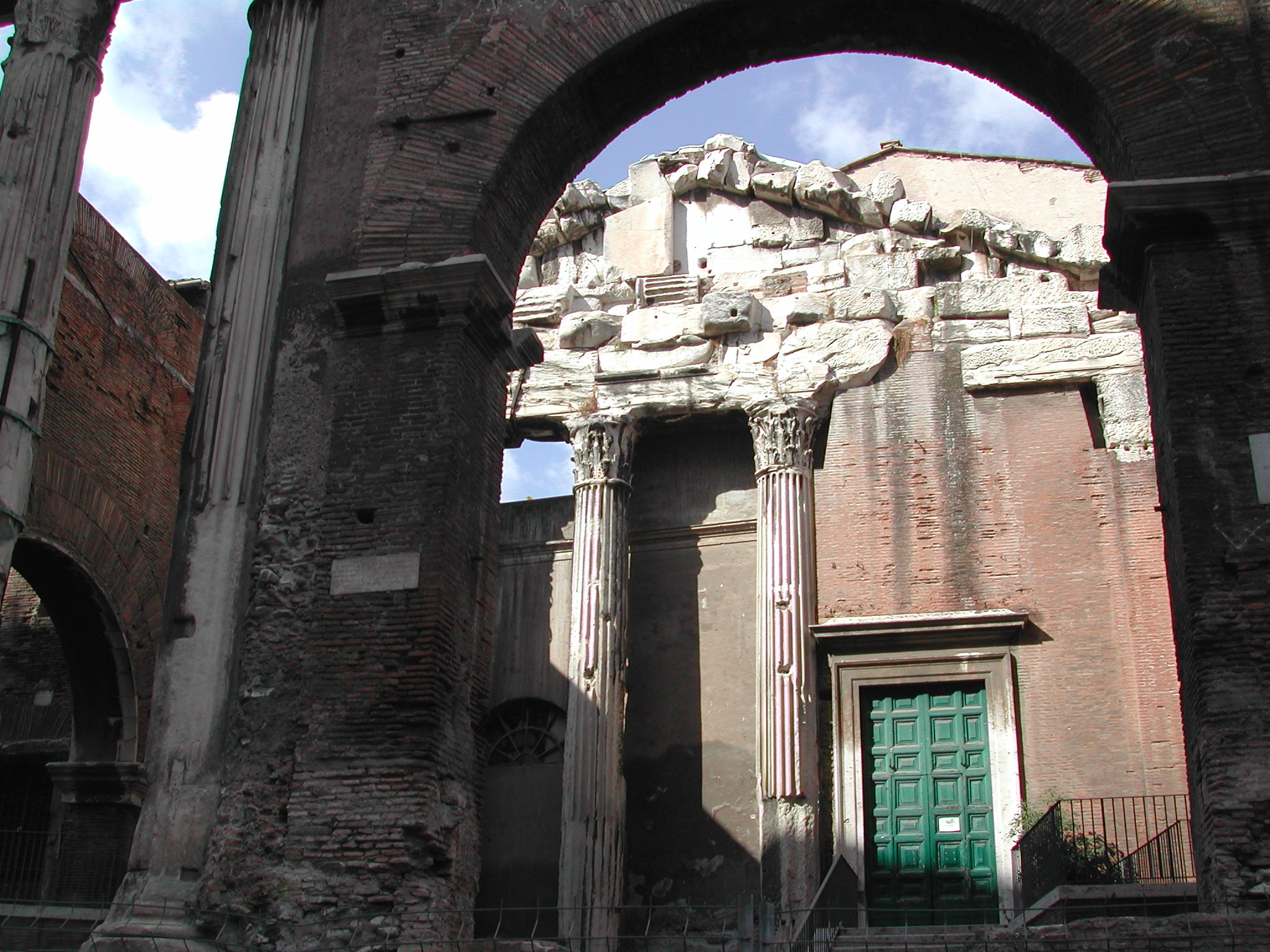
Sant'Angelo in Pescheria.
Santa Maria in Portico Campitelli.